# Tomás Ticuasu
Tomás Ticuasu Eritaruqui (Sirionó Ibiato, 2 de agosto de 1944  -Trinidad, 7 de octubre de 2018) también escrito Ticuazu, Ticuaso o Ticuazú, fue un líder indígena boliviano del pueblo sirionó, fue conocido por su rol de liderazgo durante la Primera Marcha Indígena por el Territorio y la Dignidad.

## Biografía
Ticuasu pertenecía al grupo sirionó, una etnia de la amazonía boliviana y se destacó en la marcha y durante su etapa de dirigente por su irreverencia y su valentía en la defensa de los derechos de su territorio, es recordada su frase "hablaremos de jefe a jefe", cuanto tocó sostener un diálogo con el entonces presidente Jaime Paz Zamora.
Ticuasu desempeñaba el rol de Presidente del Consejo del Pueblo Sirionó, cuando junto a otros dirigentes de la región como Marcial Fabricano, Ernesto Noe, Antonio Coseruna, Carmen Pereira de Noe y Antonia Gualugna lideraron la marcha indígena por el territorio y la dignidad, en 1990, esta marcha solicitaba el retorno de la  propiedad de las tierras a las naciones y pueblos indígenas de la región y era también una respuesta a los avasallamientos de empresas madereras y otros grupos que amenazaban el territorio de estos grupos. Se considera que esta manifestación sentó las bases de muchas normativas posteriores que reconocieron la propiedad de las tierras y crearon figuras legales territoriales como las TCO en Bolivia, Tierra comunitarias de origen, que reflejaban las características culturales de la tenencia de la tierra comprendidas como un derecho comunitario.

Ticuasu falleció en 2018 a causa de una afección pulmonar. Tras su fallecimiento políticos bolivianos como Víctor Hugo Cárdenas o Samuel Doria Medina expresaron sus condolencias.